# Kathrin Lang
Kathrin Lang z d. Hitzer (ur. 3 września 1986 r. w Balingen) – niemiecka biathlonistka, dwukrotna srebrna medalistka Mistrzostw Świata Juniorów.

## Osiągnięcia

### Mistrzostwa świata
| 2007 Anterselva (Włochy)           | 31. miejsce (IN), 5. miejsce (RL)  |
| 2008 Östersund (Szwecja)           | 12. miejsce (SP), 9. miejsce (PU)  |
| 2009 Pjongczang (Korea Południowa) | 78. miejsce (IN)                   |
| 2011 Chanty-Mansyjsk (Rosja)       | 27. miejsce (SP), 26. miejsce (PU) |

### Puchar Świata

#### Miejsca w klasyfikacji generalnej
| Sezon     | Miejsce |
| --------- | ------- |
| 2006/2007 | 10.     |
| 2007/2008 | 11.     |
| 2008/2009 | 31.     |
| 2009/2010 | 47.     |
| 2010/2011 | 20.     |

#### Zwycięstwa w konkursach
| Nr | Dzień   | Rok  | Miejscowość     | Konkurencja             | Czas biegu  | Strzelanie | Przypisy |
| -- | ------- | ---- | --------------- | ----------------------- | ----------- | ---------- | -------- |
| 1. | 8 marca | 2008 | Chanty-Mansyjsk | Bieg pościgowy na 10 km | 33:51.6 min | 0+0+1+0    | -        |
| 2. | 9 marca | 2008 | Chanty-Mansyjsk | Bieg masowy na 15 km    | 38:04.9 min | 1+0+0+1    | -        |

#### Miejsca na podium w zawodach chronologicznie
| Lp. | Dzień    | Rok  | Miejscowość     | Konkurencja             | Lokata | Pudła   | Czas biegu  | Strata  | Zwycięzca        |
| --- | -------- | ---- | --------------- | ----------------------- | ------ | ------- | ----------- | ------- | ---------------- |
| 1.  | 4 marca  | 2007 | Lahti           | Bieg pościgowy na 10 km | 2.     | 0+1+0+0 | 29:04.6 min | +15.9 s | Martina Beck     |
| 2.  | 11 marca | 2007 | Oslo            | Bieg masowy na 12,5 km  | 2.     | 1+1+0+0 | 35:26.1 min | +7,5 s  | Magdalena Neuner |
| 3.  | 18 marca | 2007 | Chanty-Mansyjsk | Bieg masowy na 12,5 km  | 3.     | 0+1+1+1 | 39:42.5 min | +16.4 s | Helena Ekholm    |
| 4.  | 8 marca  | 2008 | Chanty-Mansyjsk | Bieg pościgowy na 10 km | 1.     | 0+0+1+0 | 33:51.6 min | –       | –                |
| 5.  | 9 marca  | 2008 | Chanty-Mansyjsk | Bieg masowy na 12,5 km  | 1.     | 1+0+0+1 | 38:04.9 min | –       | –                |

### Mistrzostwa świata juniorów
| 2004 Haute Maurienne (Francja) | 6. miejsce (IN), 2. miejsce (SP), 4. miejsce (PU)                    |
| 2005 Kontiolahti (Finlandia)   | 13. miejsce (IN), 15. miejsce (SP), 7. miejsce (PU), 2. miejsce (RL) |

### Mistrzostwa Europy
| 2010 Otepää (Estonia) | 1. miejsce (IN), 10. miejsce (SP), 2. miejsce (PU), 1. miejsce (RL) |

### Puchar IBU

#### Miejsca w klasyfikacji generalnej
| Sezon     | Miejsce |
| --------- | ------- |
| 2009/2010 | 6       |
| 2012/2013 | 62      |
| 2013/2014 | 4       |

#### Miejsca na podium chronologicznie
| Lp. | Dzień        | Rok  | Miejscowość          | Konkurencja                | Lokata | Pudła   | Czas biegu  | Strata      | Zwycięzca             |
| --- | ------------ | ---- | -------------------- | -------------------------- | ------ | ------- | ----------- | ----------- | --------------------- |
| 1.  | 12 grudnia   | 2009 | Ridnaun              | Bieg indywidualny na 15 km | 2.     | 0+0+0+1 | 52:17.7 min | +1:08.0 min | Anna Bogalij-Titowiec |
| 2.  | 16 stycznia  | 2010 | Nové Město na Moravě | Sprint na 7,5 km           | 2.     | 1+0     | 23:16.6 min | +27.5 s     | Sabrina Buchholz      |
| 3.  | 6 lutego     | 2010 | Haute Maurienne      | Sprint na 7,5 km           | 2.     | 1+1     | 24:59.2 min | +12.4 s     | Teija Lehtimäki       |
| 4.  | 7 lutego     | 2010 | Haute Maurienne      | Bieg pościgowy na 10 km    | 2.     | 3+2+0+1 | 34:54.7 min | +37.2 s     | Juliane Döll          |
| 5.  | 12 lutego    | 2010 | Martell              | Sprint na 7,5 km           | 1.     | 1+0     | 25:02.8 min | –           | –                     |
| 6.  | 13 lutego    | 2010 | Martell              | Bieg pościgowy na 10 km    | 1.     | 2+1+0+0 | 34:29.6 min | –           | –                     |
| 7.  | 24 listopada | 2013 | Idre                 | Sprint na 7,5 km           | 2.     | 1+1     | 24:02.3 min | +56.2 s     | Walentina Nazarowa    |
| 8.  | 6 stycznia   | 2014 | Ridnaun              | Sprint na 7,5 km           | 2.     | 1+0     | 23:06.1 min | +14.5 s     | Vanessa Hinz          |
| 9.  | 18 stycznia  | 2014 | Ruhpolding           | Sprint na 7,5 km           | 1.     | 0+0     | 21:27.9 min | –           | –                     |
| 10. | 19 stycznia  | 2014 | Ruhpolding           | Bieg pościgowy na 10 km    | 1.     | 0+0+0+1 | 31:18.1 min | –           | –                     |